# Centro de Justicia de Santiago

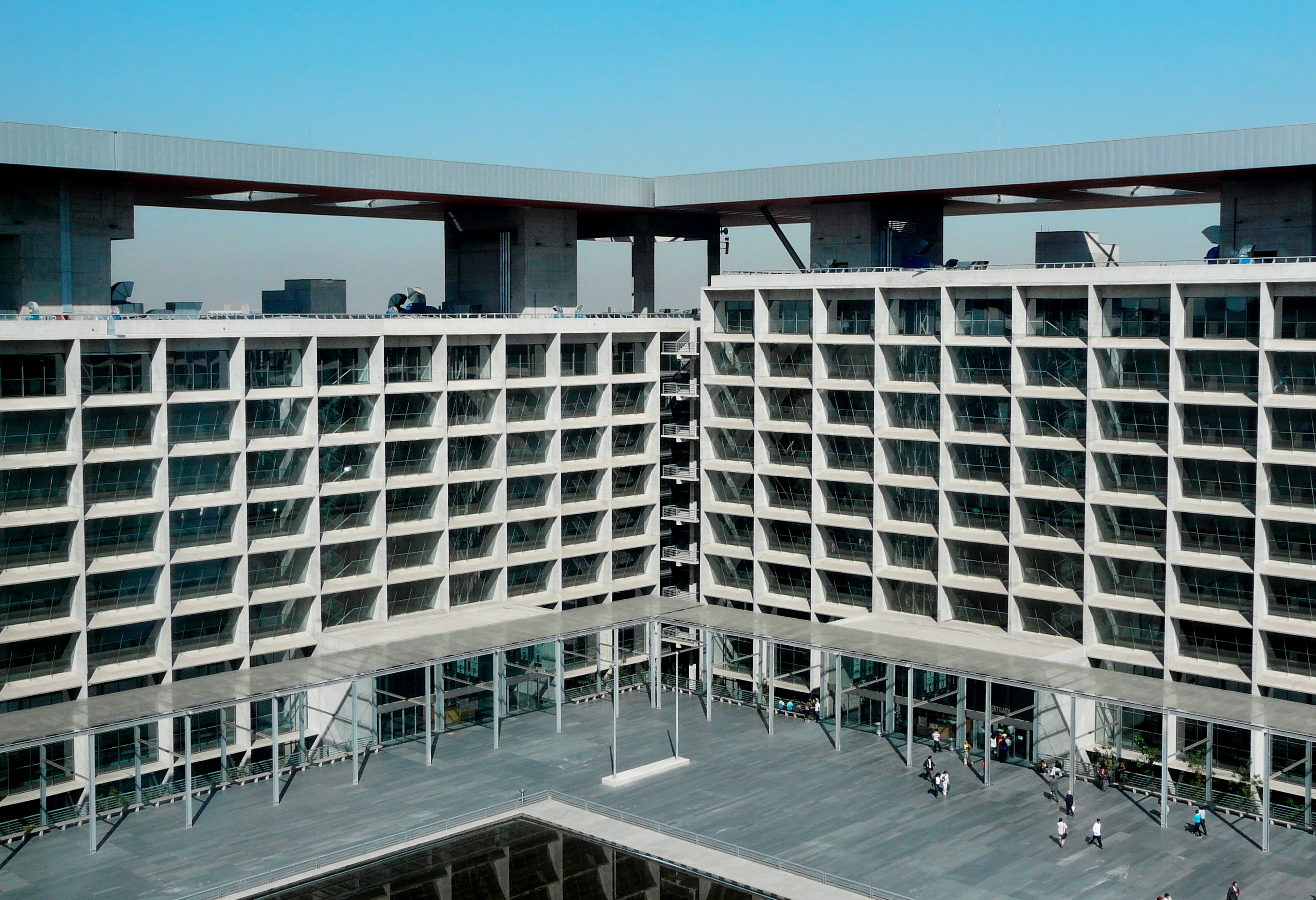
Interior del Centro de Justicia.

El Centro de Justicia de Santiago (también conocido por su acrónimo, CJS) es un conjunto arquitectónico, ubicado en Santiago de Chile, que alberga a la totalidad de los tribunales penales que están bajo la jurisdicción de la Corte de Apelaciones de Santiago —salvo el Juzgado de Garantía de Colina— que son 14 Juzgados de Garantía y 7 Tribunales de Juicio Oral en lo Penal. El complejo además es sede de la Fiscalía Metropolitana Centro Norte y las Defensorías Regionales Metropolitana Norte y Metropolitana Sur. Desde 2013 también alberga de manera temporal al Segundo Tribunal Ambiental.
Fue inaugurado en 2006, pero solo en 2011 fue utilizado completamente por el Poder Judicial.
Está emplazado en los terrenos que antes pertenecieron a las Fábricas y Maestranzas del Ejército de Chile (FAMAE), a un costado de la Autopista Central, la antigua penitenciaría de Santiago y la Cárcel Santiago 1. Para llegar al Centro de Justicia puede utilizarse la estación Rondizzoni del Metro de Santiago, ubicada a unas cuadras al norte del edificio.

## Conexión con Red
El edificio posee 4 paraderos de Red en sus alrededores, los cuales corresponden a:
| Paradero/ Código                      | Recorridos |
| ------------------------------------- | --- |
| Parada 1 / Centro de Justicia (PA39)  | 113 (Ciudad Satélite)* - 115 (Villa El Abrazo)* - 125 (Lo Espejo) - 302 (La Pintana) - 302n (La Pintana)                                                                                       |
| Parada 2 / Centro de Justicia (PA17)  | 113 (Metro La Moneda) - 115 (Metro La Moneda) - 125 (Metro Universidad de Chile) - 302 (Metro Santa Ana) - 302n (Alameda) - 511 (Cerro Navia) - H07 (Metro Lo Ovalle) - I01 (Villa Los Héroes) |
| Parada 3 / Centro de Justicia (PA634) | 113 (Ciudad Satélite) - 115 (Villa El Abrazo) |
| Parada 4 / Centro de Justicia (PA596) | 511 (Cerro Navia) - H07 (Metro Lo Ovalle) - I01 (Villa Los Héroes) |

(*) Solo tiene parada de lunes a viernes de 07:30 a 10:00 horas